# 1928
1928 (MCMXXVIII) je bilo prestopno leto, ki se je po gregorijanskem koledarju začelo na nedeljo.

## Dogodki
- 17. januar - Lev Trocki je aretiran v Moskvi in kmalu po tistem izgnan v Almati.
- 11. februar - v St. Moritzu (Švica) se pričnejo druge zimske olimpijske igre.
- 10. maj - televizijska postaja v lasti podjetja General Electric prične z oddajanjem prvega rednega televizijskega programa.
- 1. julij - Anton Korošec je imenovan za predsednika vlade Kraljevine SHS.
- 17. julij - predsednik Mehike Álvaro Obregón je ubit v atentatu.
- 28. julij - v Amsterdamu (Nizozemska) se pričnejo poletne olimpijske igre 1928.
- 1. september - Albanija postane krajevina, njen kralj pa Ahmed Zogu.
- 28. september - Alexander Fleming odkrije antibiotično delovanje penicilina.
- 2. oktober - Sveti Josemaría Escrivá ustanovi Opus Dei.
- 7. oktober - Haile Selassie je okronan za kralja Abesinije.
- 6. november - Herbert Hoover postane predsednik Združenih držav Amerike.

## Rojstva
- 5. januar – Walter Mondale, ameriški politik († 2021)
- 1. februar - Milan Kreslin, slovenski računovodja in glasbenik
- 4. februar - Kim Jong-nam, severnokorejski politik
- 3. marec - France Križanič, slovenski matematik († 2002)
- 4. marec - Alan Sillitoe, angleški pisatelj, pesnik († 2010)
- 19. marec - Hans Küng, švicarski katoliški teolog († 2021)
- 7. maj - Alojz Matjašič, slovenski režiser in igralec († 2017)
- 25. junij - Aleksej Aleksejevič Abrikosov, ruski fizik, nobelovec († 2017)
- 22. junij - Alfred M. Gray mlajši, ameriški general
- 28. junij - John Stewart Bell, irski fizik († 1990)
- 2. julij - Iven Carl »Kinch« Kincheloe mlajši, ameriški vojaški pilot († 1958)
- 23. julij - Vera Cooper Rubin, ameriška astronomka († 2016)
- 26. julij - Stanley Kubrick, ameriški filmski režiser († 1999)
- 6. avgust - Andrew Warhola - Andy Warhol, ameriški slikar slovaškega (rutenskega) rodu († 1987)
- 27. oktober - Miroslav Filip, češki šahist († 2009)
- 9. november - Lojze Kovačič, slovenski pisatelj († 2004)
- 11. november - Paul Xavier Kelley, ameriški general († 2019)
- 23. november -  Jakob Jež, slovenski skladatelj († 2022)
- 7. december - Noam Chomsky, ameriški jezikoslovec, politični aktivist
- 16. december - Philip K. Dick, ameriški pisatelj († 1982)

## Smrti
- 21. januar - George Washington Goethals, ameriški častnik in gradbenik (* 1858)
- 4. februar - Hendrik Antoon Lorentz, nizozemski fizik, nobelovec (* 1853)
- 7. april - Aleksander Aleksandrovič Bogdanov, beloruski revolucionar, filozof in partijski ekonomist (* 1873)
- 18. maj - Max Scheler, nemški filozof (* 1874)
- 18. junij - Roald Engelbregt Gravning Amundsen, norveški polarni raziskovalec (* 1872)
- 17. julij - Álvaro Obregón, mehiški general in državnik, predsednik Mehike (* 1880)
- 8. avgust - Stjepan Radić, jugoslovanski politik, poslanec (* 1871)
- Narayana Guru - indijski hinduistični filozof in družbeni reformator (* 1855)

## Nobelove nagrade
- Fizika - Owen Willans Richardson
- Kemija - Adolf Otto Reinhold Windaus
- Fiziologija ali medicina - Charles Jules Henri Nicolle
- Književnost - Sigrid Undset
- Mir - ni bila podeljena